# Czernomoriec Noworosyjsk
Czernomoriec Noworosyjsk (ros. Футбольный клуб «Черноморец» Новороссийск, Futbolnyj Kłub "Czernomoriec" Noworossijsk) – rosyjski klub piłkarski z siedzibą w mieście Noworosyjsk.

## Historia
Chronologia nazw:
- 1907—1930: Olimpija Noworosyjsk (ros. «Олимпия» Новороссийск)
- 1931—1941: Dinamo Noworosyjsk (ros. «Динамо» Новороссийск)
- 1945—1957: Stroitiel Noworosyjsk (ros. «Строитель» Новороссийск)
- 1960—1969: Cemient Noworosyjsk (ros. «Цемент» Новороссийск)
- 1970: Trud Noworosyjsk (ros. «Труд» Новороссийск)
- 1978—1991: Cemient Noworosyjsk (ros. «Цемент» Новороссийск)
- 1992: Giekris Noworosyjsk (ros. «Гекрис» Новороссийск)
- 1993—2004: Czernomoriec Noworosyjsk (ros. «Черноморец» Новороссийск)
- 2005: FK Noworosyjsk (ros. ФК «Новороссийск»)
- 2006—...: Czernomoriec Noworosyjsk (ros. «Черноморец» Новороссийск)

Piłkarska drużyna Cemient została założona w mieście Noworosyjsk w 1960, chociaż jeszcze wcześniej od 1907 miasto reprezentował klub, który nazywał się Olimpija, Dinamo i Stroitiel.
W 1960 klub debiutował w Klasie B, strefie 3 Mistrzostw ZSRR i występował w niej trzy sezony. W 1963 po reorganizacji systemu lig ZSRR klub spadł do niższej ligi.
W 1970 po kolejnej reorganizacji systemu lig ZSRR klub okazał się w Klasie B, strefie 2, w której zajął ostatnie 18. miejsce i stracił miejsce w rozgrywkach profesjonalnych.
Dopiero w 1978 klub ponownie startował w Drugiej Lidze, strefie 3.
W Mistrzostwach Rosji klub startował w Pierwszej Lidze, strefie Zachodniej.
W 1994 zwyciężył w Pierwszej Lidze i awansował do Rosyjskiej Wyższej Ligi i występował w niej do 2003, z wyjątkiem 2002, kiedy to spadł na rok do Pierwszej Dywizji.
W sezonie 2003 zajął ostatnie 16. miejsce w Rosyjskiej Premier Lidze i spadł do Pierwszej Dywizji, w której zajął 17. miejsce.
W 2005 klub nie otrzymał licencji klubu profesjonalnego i był zmuszony rozpocząć rozgrywki w Amatorskiej Lidze. Zajął w niej pierwsze miejsce i od sezonu 2006 występował w Drugiej Dywizji, strefie Południowej.
W 2008 awansował do Pierwszej Dywizji, w której występuje do dziś.

## Sukcesy
- 5. miejsce w Drugiej Lidze ZSRR, strefie 1: 1988
- 1/64 finału Pucharu ZSRR: 1990
- 5. miejsce w Rosyjskiej Premier Lidze: 2007
- 1/2 finału Pucharu Rosji: 2002, 2006

## Europejskie puchary
Legenda do wszystkich tabel:
- Q – runda eliminacyjna, 1/16, 1/8, 1/4, 1/2 – odpowiednia faza rozgrywek, Grupa – runda grupowa, 1r gr – pierwsza runda grupowa, 2r gr – druga runda grupowa, F – finał, R – runda, PO – play-off
- k. – rzuty karne, los. – losowanie, Dogr. – dogrywka, w. – zasada bramek strzelonych na wyjeździe

| Sezon   | Rozgrywki   | Runda | Klub        | Dom | Wyjazd | Ogólnie |
| ------- | ----------- | ----- | ----------- | --- | ------ | ------- |
| 2001/02 | Puchar UEFA | 1R    | Valencia CF | 0–1 | 0–5    | 0–6     |